# Akita Northern Happinets
Akita Northern Happinets é uma equipe de profissional de basquetebol localizada em Akita, Akita, Japão. Atualmente é uma das franquias que disputam a B.League.

## Uniforme
| Casa | Visitante | 3rd |

## Arena
A CNA Arena Akita, inaugurado em 1994, é uma arena da Akita Northern Happinets. Com sua capacidade atual de 5.000 espectadores,

## Notáveis jogadores
- Sek Henry